# Baie d'Olga (kraï du Primorié)
Pour les articles homonymes, voir Baie d'Olga.

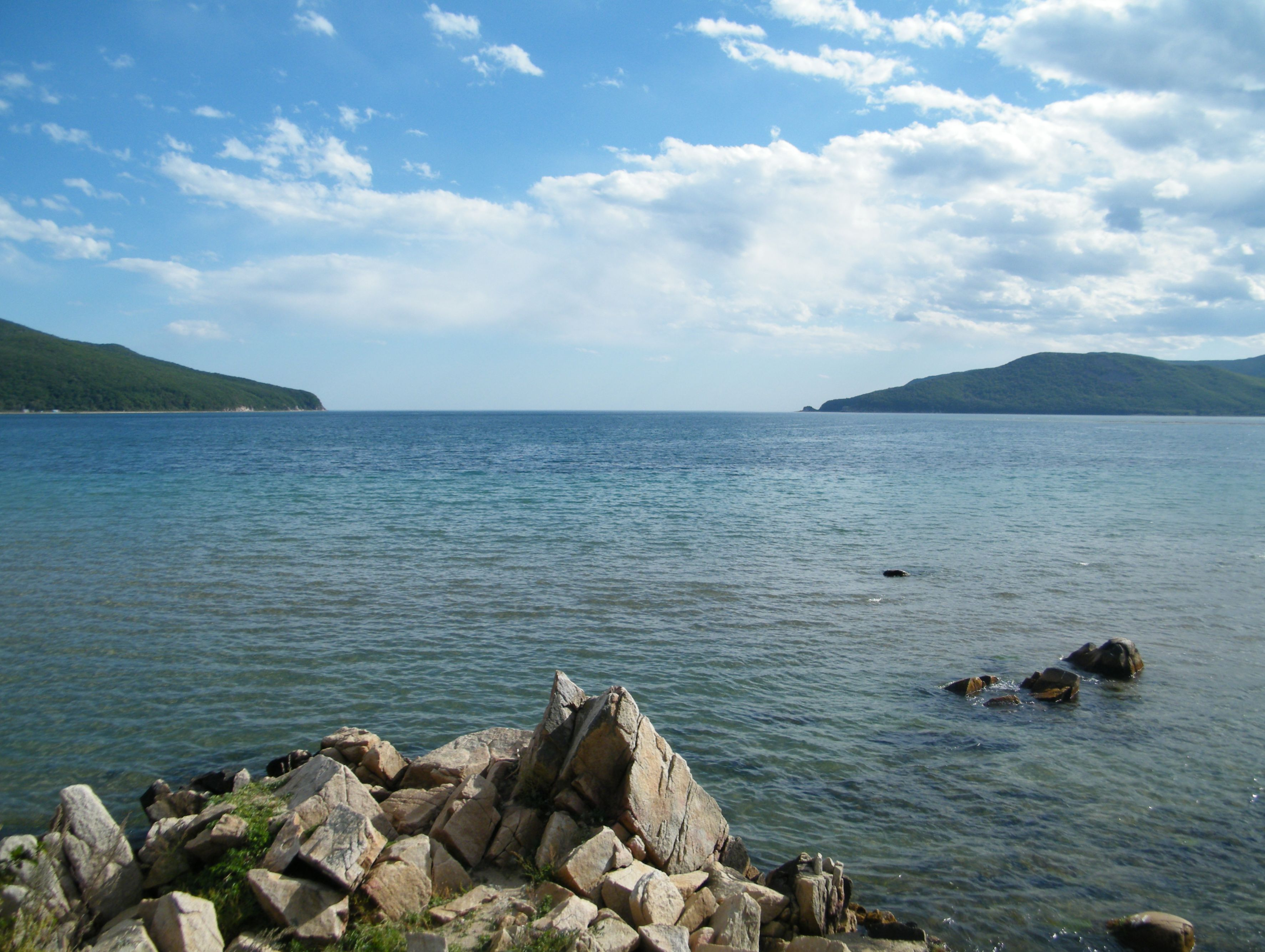
Baie d'Olga

La baie d'Olga (en russe : Залив Ольга, Zaliv Ol'ga, ou Залив Ольги, Zaliv Ol'gui), ou baie de Sainte-Olga (en russe : Залив Святой Ольги, Zaliv Sviatoï Olgi) est une petite baie de la mer du Japon, sur la côte orientale du kraï du Primorié, en Russie.
La baie mesure 11 km de longueur et 4 km de largeur.
La baie fut découverte en 1787 par le navigateur français Lapérouse et baptisée port Seymour.
En 1859, la corvette russe « Amerika » commandée par Nikolaï Chkot,poursuivie par des vaisseaux britanniques se cacha dans la baie à la faveur d'un épais brouillard et échappa à ses poursuivants. Cela s'étant produit le jour de la Sainte-Olga, les Russes attribuèrent ce nom à la baie salvatrice.
La côte nord de la baie abrite le port d'Olga, tandis que l'embouchure de la rivière Avvakoumovka se trouve sur sa côte ouest.
La partie nord de la baie d'Olga (Tihaïa Pristan littéralement « appontement calme ou tranquille »), est très protégée des vents et des vagues.